# Frédéric Labadie-Lagrave
Pour les articles homonymes, voir Labadie et Lagrave (homonymie).
Frédéric Labadie-Lagrave (16 août 1844 – avril 1917) était un médecin français, auteur ou traducteur de plusieurs ouvrages de médecine.

## Biographie
Né à Nérac, Lot-et-Garonne, Labadie-Lagrave étudie la médecine à Paris. Encore interne durant la Guerre franco-allemande de 1870, il sauve un gros convoi et est décoré à Metz. Il devient médecin en 1873. En 1879 il est médecin des hôpitaux à Paris, pratiquant entre autres à l'Hôpital de la Charité.
Il écrit avec Germain Sée (1818–1896) Médecine clinique ; on lui doit notamment des pages sur l'urologie, sur les maladies du foie, des reins et des voies biliaires. Il recueille les leçons de Sée sur le diagnostic et le traitement des maladies cardiaques et les fait publier.
Il est l'auteur, avec Félix Legueu (1863–1939), d'un Traité médico-chirurgical de gynécologie qui fait époque.
Il collabore au Nouveau dictionnaire de médecine et de chirurgie pratiques de Sigismond Jaccoud (par exemple les articles goutte, hydrophobie, méninges, nerfs).
De l'anglais, Labadie-Lagrave traduit le Traité des maladies du système nerveux de W. A. Hammond, premier ouvrage américain de neurologie ; de l'allemand, le Traité pratique des maladies des reins de S. Rosenstein et De la température dans les maladies de K. A. Wunderlich, qui a été un tournant dans l'histoire de la prise de température en médecine.
Il prend sa retraite en 1909.

## Publications

### Listes de publications
- Liste ancienne et courte (1879)
- Liste de publications sur Sudoc (27 titres le 2012-04-08)
- Liste de publications en ligne sur Gallica (7 titres le 2012-04-08)

### Publications choisies
- Frédéric Labadie-Lagrave, Observations de paralysie ascendante aiguë
- Carl Reinhold August Wunderlich (auteur), Frédéric Labadie-Lagrave (traducteur) et Sigismond Jaccoud (introduction), De la température dans les maladies [« Das Verhalten der Eigenwärme in Krankheiten »], Paris, F. Savy, 1872, XVI-480 p., in-8 lire en ligne sur Gallica
- Frédéric Labadie-Lagrave, Des complications cardiaques du croup et de la diphthérie et, en particulier, de l'endocardite secondaire diphthérique, Paris, F. Savy, 1873, in-8, lire en ligne sur Gallica Thèse inaugurale. Avec tracés thermométriques et une planche en chromolithographie
- Siegmund Samuel Rosenstein (auteur), Dr Bottentuit (trad.), Dr Labadie-Lagrave (trad.), Traité pratique des maladies des reins, Paris, 1874, 1 vol. in-8, 659 p. Traduction de Die Pathologie und Therapie der Nierenkrankheiten sur Google Livres, Berlin, August Hirschwald, 1870, 688 p.
- Frédéric Labadie-Lagrave, Du froid en thérapeutique, Paris, 1878, in-8, 284 p.  Avec 26 planches de tracés de température lithographiées et figures. Thèse d'agrégation
- Frédéric Labadie-Lagrave, Clinique thérapeutique du diabète arthritique et de son traitement, Vaucresson, Daux fils, 23 p., in-8 (lire en ligne)
- William Alexander Hammond (auteur) et Frédéric Labadie-Lagrave (trad., notes, appendice), Traité des maladies du système nerveux : comprenant les maladies du cerveau, les maladies de la moelle et de ses enveloppes, les affections cérébro-spinales, les maladies du système nerveux périphérique et les maladies toxiques du système nerveux, in-8, Paris, J.-B. Baillière et fils, 1879Traduction de Treatise on Diseases of the Nervous System sur Google Livres, New York, D. Appleton & Co., 1871. Avec 116 figures dans le texte
- Germain Sée, Frédéric Labadie-Lagrave (dir.), Du diagnostic et du traitement des maladies du cœur et en particulier de leurs formes anormales, par le professeur Germain Sée, leçons recueillies par le Dr F. Labadie-Lagrave, in-8, Paris, A. Delahaye et É. Lecrosnier, 1883. Consulté le 2012-03-30.
- Frédéric Labadie-Lagrave, Urologie clinique et maladies des reins sur Google Livres, coll. « Médecine clinique », vol. 4, Paris, Adrien Delahaye et Émile Lecrosnier, 1888, 1178 p.
- Pathogénie et traitement des néphrites et du mal de Bright, Rueff, 1893, 259 p.
- Frédéric Labadie-Lagrave et Félix Legueu, Traité médico-chirurgical de gynécologie, Paris, F. Alcan, 1898, in-8 (lire en ligne)